# (3016) Meuse
Pour les articles homonymes, voir Meuse.
(3016) Meuse est un astéroïde de la ceinture principale découvert le 1er mars 1981 à l'observatoire de La Silla par l'astronome belge Henri Debehogne (1928-2007). Sa désignation provisoire était 1981 EK.
Il doit son nom au fleuve franco-belgo-néerlandais, la Meuse.